# Promenadendeck

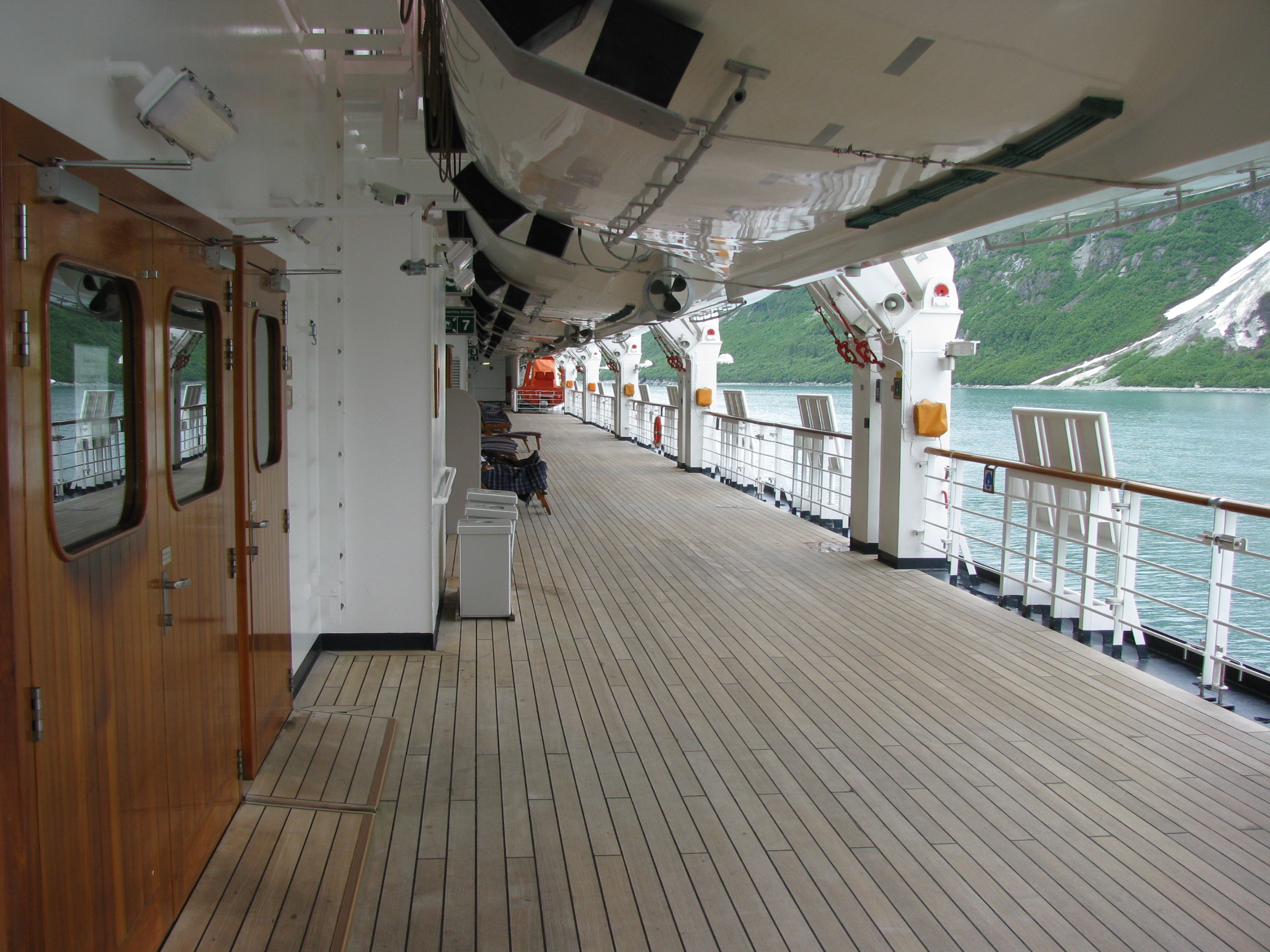
Typisches Promenadendeck auf dem Passagierschiff Westerdam

Ein Promenadendeck ist jener Bereich eines Passagierschiffsdecks, der außerhalb der umbauten Innenräume des Schiffes verläuft und nur durch eine Reling zur Außenseite des Schiffes hin abgegrenzt wird. Teile von Promenadendecks sind allerdings gelegentlich auch durch – meist mit großzügigen Fensteröffnungen versehene – geschlossene Außenwände gegen Wettereinflüsse geschützt. Promenadendecks (vgl. Promenade) dienen den Passagieren eines Schiffes als Ort zur Bewegung an frischer Luft ebenso wie als Aussichtsplattform; aus diesem Grund liegen sie meist auf den oberen Decks eines Schiffes.

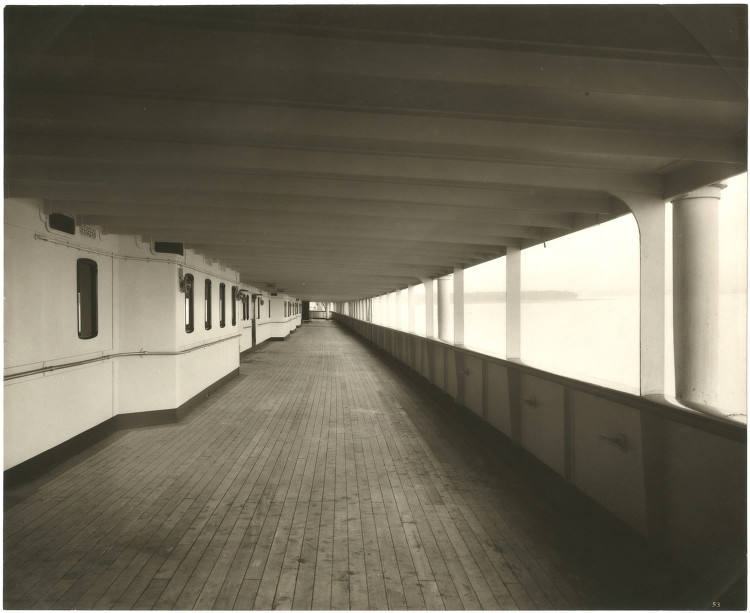
Das Promenadendeck der Ersten Klasse der Lusitania mit Blick nach achtern (ca. 1907).

Promenadendecks entstanden, als die Größe von Passagierschiffen in den letzten Jahrzehnten des 19. Jahrhunderts rasch zunahm und auf das Oberdeck des Rumpfes, das bis dahin als Freifläche für die Bewegung der Passagiere gedient hatte, Aufbauten in immer größerer Höhe aufgesetzt wurden. Um den verloren gegangenen Bewegungsraum für die Fahrgäste zu ersetzen, beließ man entsprechende Freiflächen an den Seiten der aufgesetzten Decks.
Moderne Kreuzfahrtschiffe verfügen häufig nicht mehr über Promenadendecks im herkömmlichen Sinne, sondern bieten stattdessen auf ihrem gesamten obersten Deck Raum für Sportaktivitäten und zur Entspannung. Die Rettungsboote sind hingegen meist vom unteren Bereich des Schiffes aus zugänglich, wo die Promenade hauptsächlich als Ein- und Ausstiegsort für Tenderboote fungiert.